# Every Little Thing Concert Tour 2013 -ON AND ON-
『Every Little Thing Concert Tour 2013 -ON AND ON-』（エブリーリトルシング・コンサート・ツアー・2013 オン・アンド・オン）は、日本の音楽ユニットEvery Little Thingが開催したコンサートツアー、および2013年9月25日にリリースしたDVD作品。

## 解説
映像作品としては2012年の『EVERY LITTLE THING 15th Anniversary Concert Tour 2011〜2012 "ORDINARY"』より約1年ぶりとなる。
本ツアー中に44枚目のシングル『ON AND ON』が発売されており、本ツアーのタイトル曲の役割も担っている。
ツアーとしては、2013年1月から6月にかけて行なわれた全国ツアーで、全39公演（追加公演5公演を含む）が行われた。
デビュー16周年を迎え、15年分の感謝をこめたスーパー・グレイテスト・ヒッツ・ツアーと銘打って行われ、2009-2010年に行われたMEET同様、アルバムは特に引っさげない（ぶっちぎりのベストツアー）と公言。
東京公演では、ソフトバンクのCMで共演した白戸家のお父さん（カイくん）がステージに登場した。
ツアー後半から、持田がアコースティックギターの演奏（新曲の「Lien」）を披露。このツアーでは、2001年から10年以上ELTのドラムのサポートをしていた山口鷹に代わり、松川恒二がドラマーとして参加（強肩の持ち主で、アンコール時のタオル投げで通常届かない2階席まで遠投するなど、伊藤からは「アイアンマン」と呼ばれた）。最終公演は、例年より早く夏になった沖縄市民会館（6月の沖縄公演は初であり、公演前日に例年より早く梅雨明けし、冬から夏にかけて行ったツアーとなった）。

## 収録曲

### Disc1
1. Dear My Friend
2. Future World
3. ハイファイ メッセージ
4. アイガアル
5. キヲク
6. ハリネズミの恋
7. きみの て
8. fragile
9. Time goes by
10. SWEET EMERGENCY
11. AMBIVALENCE
12. Medley Face the change～Get Into A Groove〜Feel My Heart
13. Shapes Of Love
14. Free Walkin'
15. また あした
-ENCORE-
16. ON AND ON
17. 出逢った頃のように
18. good night

### Disc2
1. Off-Shot from Concert Tour 2013 -ON AND ON-